# Moteur à ondes de détonation pulsées
Le moteur à ondes de détonation pulsées ou moteur à détonation pulsée (ou PDE en anglais pour Pulsed Detonation Engine) est un système de propulsion qui peut servir pour l'aéronautique ou l'astronautique.
Ce type de moteur a été développé afin d'améliorer l'impulsion spécifique de la propulsion par rapport aux fusées chimiques classiques.
Il utilise le concept très proche de celui du pulsoréacteur. La différence principale est que le pulsoréacteur assure une déflagration alors que le PDE produit une détonation. La déflagration produit des pressions d'éjection de l'ordre de deux à trois atmosphères à des vitesses subsoniques. La détonation a l'avantage de monter à des pressions de l'ordre de 30 atmosphères avec des vitesses d'éjection supérieures à Mach 5.
Ils partagent ainsi une certaine simplicité et des apparences très proches, mais les résultats sont considérablement différents. En réalité, les moteurs PDE sont souvent des pulsoréacteurs dans lesquels on assure la transition de la déflagration à la détonation au cours du trajet des gaz vers la sortie de la tuyère.

## Principe

### Des détonations utiles
Le moteur est simple dans son principe : le PDE est un tube dans lequel on fait détoner un mélange oxydant/réducteur qui est aussitôt éjecté à grande vitesse par un mécanisme de purge (blowdown). L'intérêt est d'avoir ici une combustion à volume constant derrière l'onde de choc produite, qui a une efficacité thermodynamique plus grande que la combustion à pression constante utilisée dans la combustion chimique classique. Les détonations doivent être répétées à une fréquence rapide afin de produire une poussée moyenne élevée.

### Un cycle PDE

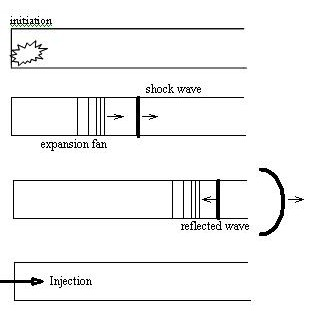
Principe de fonctionnement d'un PDE

Le phénomène principal est la propagation d'une détonation. Les différentes phases sont les suivantes :
1. c'est l'initiation qui crée la détonation. Il existe deux sortes d'initiations : la directe qui nécessite l'apport d'une grosse quantité d'énergie et celle par transition (ou DDT en anglais : Deflagration to Detonation Transition) qui est plus simple à obtenir ;
2. dans le tube fermé à une extrémité, la détonation (qui est constituée d'une onde de choc suivie par une zone de réactions chimiques) se propage en direction de l'extrémité ouverte. Directement derrière l'onde de choc, les gaz brûlés sont mis en mouvement. Mais, comme du côté fermé au contact de la paroi, la vitesse est nulle, des ondes de détente (ondes de Taylor) doivent se former afin de respecter cette condition aux limites. Finalement, la phase de propagation consiste en un train d'ondes constitué d'une onde de choc suivie d'une succession d'ondes de détente se déplaçant vers l'extrémité ouverte du tube ;
3. une fois que l'onde de choc a atteint l'extrémité ouverte, les gaz brûlés sont expulsés et l'onde de choc se transmet sous forme d'une onde semi-circulaire dans l'environnement externe du tube. À l'interface entre l'intérieur et l'extérieur du tube, une onde réfléchie se crée aussi : cela peut être une onde de choc ou de détente selon la composition du mélange. Cette onde réfléchie se propage en arrière dans le tube ;
4. L'onde réfléchie atteint finalement l'extrémité fermée du tube. Sur son parcours, elle a entraîné une chute de pression dans le tube afin d'égaliser les pressions internes et externes. À la fin de cette étape, le tube peut être à nouveau rempli et un nouveau cycle peut commencer.

### Principaux paramètres de conception
Les grandeurs caractéristiques d'un PDE sont les suivantes : la poussée, la fréquence de détonation, le rapport de mélange des combustibles, les conditions initiales (P,T) dans le tube, le diamètre du tube, la masse du moteur et le rapport poussée/masse.

### La performance
Dans une première approche et en négligeant toutes les forces de friction aux parois, on peut dire que la force de poussée est produite uniquement par la pression qui s'exerce sur les parois du tube. Cette pression s'évalue par différents modèles (analytiques ou numériques). On en déduit alors l'Isp par la formule:
où S est la section du tube, {\displaystyle \triangle P} est la différence de pression sur les parois et T la durée du cycle.

#### Calcul de la poussée moyenne
On suppose ici que le tube a un diamètre constant sur toute sa longueur. Trois paramètres définissent sa géométrie : le diamètre d, la longueur L et la fréquence des cycles de détonation. La poussée moyenne est calculée en multipliant l'impulsion d'un cycle simple par la fréquence des cycles:

### Fréquence limite
La fréquence des cycles dépend principalement de la longueur L du tube. Comme la poussée est directement proportionnelle à la fréquence, il est important d'estimer la fréquence maximum possible à laquelle l'engin peut fonctionner.
Cette fréquence maximum de cycle correspond à une durée de cycle minimum {\displaystyle t_{\text{cycle}}}. Le cycle d'un PDE peut être découpée en trois phases : le remplissage, la détonation et l'expulsion ; d'où :
Les calculs montrent que le temps pour la détonation et l'expulsion est égal à {\displaystyle 10\ t_{CJ}} où {\displaystyle t_{CJ}} est le temps mis par l'onde de détonation pour parcourir le tube:
L'impulsion est maximale après cette durée qui correspond au début de surpression négative sur la paroi du tube. Le temps de remplissage, lui, peut être estimé grossièrement en supposant une durée constante de remplissage :
Finalement, on en déduit la fréquence maximale de cycle :

### Les premières recherches
Les détonations appliquées à la propulsion ont été étudiées seulement à partir des années 1950/1960 à cause des difficultés techniques liées au mélange à haute vitesse du combustible et au contrôle de cette détonation avec un rapport de mélange donné.
Le concept de PDE remonte aux travaux de Hoffmann, qui parvint à initier des détonations intermittentes avec des mélanges d'hydrocarbures liquides (benzène) et gazeux (acétylène). La recherche d'un optimum de performance pour la fréquence des cycles de détonation fut néanmoins infructueuse et il fallut attendre les travaux de Nicholls avec des opérations simple et multi-cycles sur des mélanges hydrogène/air acétylène/air. Les expériences étaient constituées d'un simple tube à détonation, ouvert d'un côté et muni du côté fermé d'un système d'injection co-annulaire pour l'oxydant et le réducteur. La question se pose aujourd'hui de savoir si les ondes périodiques mesurées dans ces expériences étaient réellement le résultat de détonations ou si ce n'était que des formes de déflagrations à haute vitesse.

## Initiation de la détonation
Deux mécanismes existent pour créer une détonation :
- l'initiation directe qui produit les détonations les plus « pures », mais qui nécessite une très grosse quantité d'énergie ;
- la transition déflagration-détonation ou DDT : cette initiation s'observe dans des mélanges très réactifs (acétylène/air, hydrogène/air). Les ondes de combustion accélèrent grâce au réchauffement des gaz imbrûlés en aval de l'onde provoqué par une succession d'ondes de compression liées à la dilatation des gaz brûlés. La température plus élevée des gaz imbrûlés augmente la vitesse du son, permettent ainsi aux différentes ondes de rattraper l'onde initiale. Cette accélération des gaz imbrûlés entraîne le développement de mouvements turbulents qui provoquent la distorsion du front de flamme qui se déchire peu à peu : plusieurs zones de réactions se forment et leurs mouvements relatifs créent d'importantes fluctuations de température et de concentration des constituants. Des cellules caractéristiques de la détonation se forment alors progressivement. Une contrainte de la DDT est d'avoir une longueur de tube suffisamment importante pour permettre à la transition de se développer. Une des approches les plus couramment utilisées actuellement consiste à utiliser une chambre séparée dans laquelle la DDT est initiée.

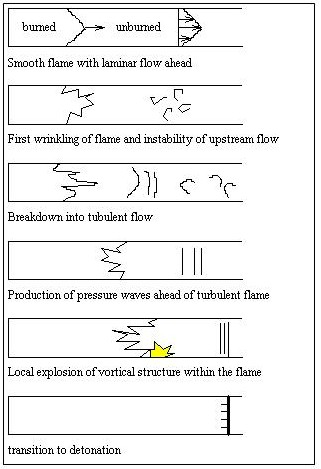
Transition d'allumage d'une onde de choc

## Avantage et inconvénient
Ce type de propulsion présente une efficacité thermodynamique plus grande que la combustion à pression constante utilisée dans la combustion chimique classique. La recherche et le développement de cette technologie est motivée par l'amélioration de l'impulsion spécifique de la propulsion par rapport aux fusées chimiques classiques.
En revanche, la propulsion étant variable, les vibrations causées sont importantes, et nécessitent de la synchronisation si les moteurs sont multiples, pour éviter un couple de propulsion.

## La détonation
Le principal mécanisme du PDE est la détonation. C'est pourquoi la connaissance de toutes ses caractéristiques est indispensable pour développer un moteur efficace.

### Les modèles

#### Théorie de Chapman-Jouguet
C'est le modèle le plus simple de détonation, tiré notamment des travaux d'Émile Jouguet. Il suppose que la détonation est une simple discontinuité dans l'écoulement et que le taux de réaction chimique est infini. À partir de là, on peut établir des outils spécifiques aux ondes de détonation. Les équations de conservation s'écrivent :
{\displaystyle \rho _{3}v_{3}^{2}+P_{3}=\rho _{4}v_{4}^{2}+P_{4}} Quantité de mouvement
Ce système a une solution unique qui correspond à l'état de Chapman-Jouguet ; il définit une vitesse pour l'onde de détonation (UCJ) qui est égale à 1 ainsi que la composition des produits de combustion.

#### Modèle ZND
Il a été développé pendant la Seconde Guerre mondiale par Zeldovich, Neumann et Döring pour prendre en compte la vitesse de réaction chimique. Le modèle ZND décrit l'onde de détonation comme une onde de choc immédiatement suivie par une zone de réaction chimique (la flamme). L'épaisseur de cette zone est donnée par le taux de réaction. La théorie ZND donne la même vitesse de réaction et les mêmes pressions que la théorie Chapman-Jouguet mais prend en plus en compte l'épaisseur de l'onde.

#### Les détonations réelles
Les détonations sont en réalité des structures en trois dimensions comprenant des ondes de choc et des zones de réaction. Les ondes de chocs sont constitués de segments de courbes ; à chaque ligne de détachement, les ondes de choc interagissent sous forme de configurations de Mach. La taille de ce motif en forme d'écailles de poisson créé par les intersections d'ondes de choc est caractéristique du taux de réaction chimique du mélange et définit ainsi une échelle caractéristique de la cellule de réaction. La taille de ces cellules est un facteur limitant pour le diamètre du tube : une détonation ne peut pas se propager dans un tube de diamètre inférieur à la taille de cellule divisé par Pi, cette limite correspondant à des détonations hautement instables.

### La propagation de la détonation

#### Les conditions aux limites
L'analyse de la dynamique des gaz requiert de connaître ce qui se passe quand l'onde de détonation incidente atteint l'extrémité ouverte du tube. Cette interface peut être modélisée en 1D comme une surface de contact. Quand l'onde de détonation atteint cette surface, une onde transmise va se propager vers l'extérieur du tube tandis qu'une onde réfléchie repart vers l'intérieur du tube. Dans le cas d'une détonation se propageant dans de l'air à une atmosphère, l'onde transmise sera toujours une onde de compression. L'onde réfléchie peut être de compression ou de détente. La façon la plus simple de déterminer sa nature est d'utiliser le diagramme Pression/Vitesse.

#### Analyse de la dynamique des gaz
La dynamique des gaz dans un tube idéal (c'est-à-dire sans obstacles) peut être analysée grâce au diagramme distance/temps. Ce diagramme x-t représente l'onde de détonation se propageant à la vitesse Chapman-Jouguet UCJ suivie par une onde de détente de Taylor. Est représentée aussi la première caractéristique réfléchie à l'interface gaz/air en sortie de tube. Cette caractéristique à une pente initiale déterminée par les conditions à l'interface qui est modifiée par l'interaction avec l'onde de Taylor. Une fois qu'elle a franchi cette onde de Taylor, la première caractéristique se propage à la vitesse du son dans le milieu c3. La région derrière cette première caractéristique est complexe car l'onde de détente réfléchie interagit aussi avec l'onde de Taylor.
Deux temps caractéristiques peuvent être définis : t1 correspondant à la réflexion de l'onde de détonation à l'interface externe et t2 correspondant au temps nécessaire à la première caractéristique réfléchie pour atteindre l'extrémité fermée.
La différence de pression sur cette surface de poussée entraîne l'impulsion spécifique d'un cycle simple. Il est donc intéressant de se focaliser sur l'historique en pression sur l'extrémité fermée. Quand la détonation est initiée, un pic de pression est enregistré (le pic de Chapman-Jouguet) puis la pression chute à P3 à la suite du passage de l'onde de Taylor. La pression sur la surface de poussée reste constante jusqu'à ce que la première onde réfléchie atteigne cette paroi. L'onde de détente réfléchie fait alors décroître la pression jusqu'à la valeur extérieure. Le pic de pression de Chapman-Jouguet se produit pendant un temps très court et ne participe donc pas à la poussée. La pression reste constante ensuite pendant un temps t1+t3 à la pression P3 calculée avec les équations de l'écoulement isentropique.

#### Calcul de l'impulsion spécifique
En reprenant la formule exposée plus haut : {\displaystyle I=S\int _{0}^{T}\triangle P(t)dt} et en utilisant le profil de pression précédent, on peut développer la valeur de l'impulsion:
{\displaystyle I=S\cdot \left[\triangle P_{3}(t_{1}+t_{2})+\int _{t2}^{T}\triangle P(t)dt\right]}
Le temps t1 correspond au temps nécessaire à la détonation pour atteindre l'extrémité ouverte du tube de longueur L ({\displaystyle t_{1}={\frac {L}{U_{CJ}}}}) et t2 est le temps nécessaire pour la première onde réfléchie d'atteindre la paroi de poussée. Le temps t2 dépend principalement de la longueur du tube et de la vitesse caractéristique derrière l'onde de Taylor (vitesse du son c3). On modélise cela avec un paramètre α:
La dernière partie de l'intégrale de pression entre t2 et T est modélisé en introduisant un temps t3 exprimé à l'aide du paramètre β: {\displaystyle t_{3}=\beta \cdot {\frac {L}{c_{3}}}}
On peut donc réécrire l'impulsion sous la forme:
Le paramètre %alpha est déterminé par l'interaction de l'onde réfléchie et de l'onde de Taylor. Le paramètre %beta est calculé numériquement ou déterminé par expérimentation.

## La purge du moteur
La phase de purge est importante pour déterminer la fréquence du moteur.

## Les tuyères
La conception et l'intégration de tuyères pour PDE est délicate à cause de la nature hautement instationnaire de la propagation des ondes de détonation. Les études actuelles ne permettent pas de converger sur une conclusion commune quant aux mécanismes d'interaction entre la tuyère et l'onde de choc, notamment quand les ondes de choc viennent perturber la phase de remplissage. En général, une tuyère divergente donne une meilleure impulsion spécifique mais avec un certain retard par rapport au cas sans tuyère, ce qui peut affecter la fréquence de cycle.

## Considérations structurales
Un aspect important de la conception des moteurs est l'optimisation de la masse. La masse des PDE est déterminée essentiellement par le choix des matériaux et l'épaisseur des parois puisque la longueur et le diamètre sont fixés par la performance. Les contraintes qui s’exercent sur les parois du tube dans le PDE sont dynamiques et circulaires et requièrent l'utilisation de matériaux avec des capacités thermomécaniques importantes tels que l'inconel, l'acier, l'aluminium et le Si3N4 (nitrure de silicium).

## Traînée
Un effet curieux de l'utilisation d'un moteur PDE sur un avion à haute altitude serait l'apparition d'une traînée irrégulière, avec l'allure d'un rang de perles blanches plutôt qu'une traînée continue.
Ce type de propulsion est attribué par certains à l'hypothétique avion de reconnaissance américain Aurora.

## Utilisation

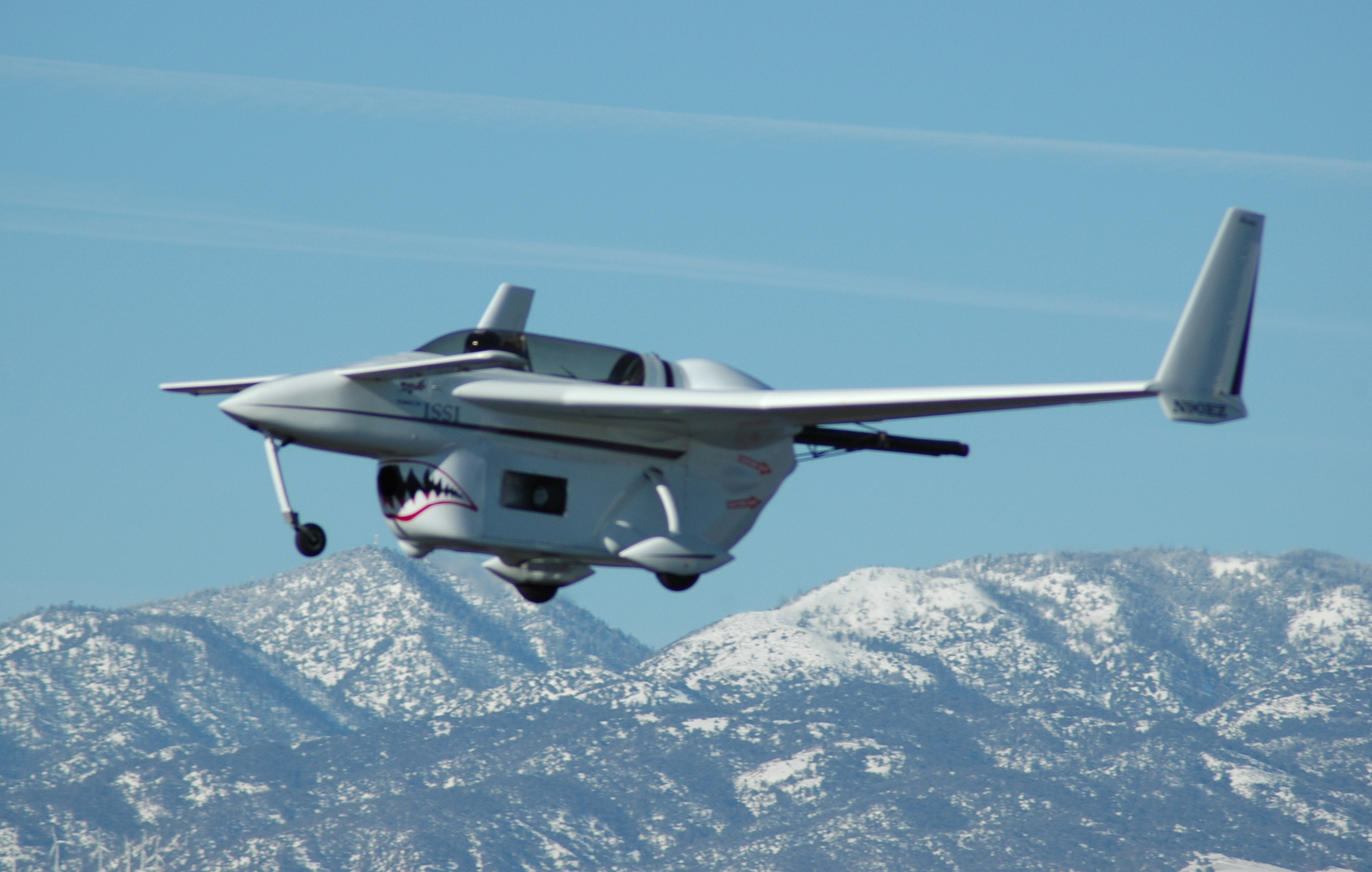
Le Rutan Long-EZ Borealis équipé d'un moteur à ondes de détonation pulsées.

Le premier vol officiel d'un avion équipé de ce moteur a lieu le 31 janvier 2008. Il s'agit d'un Rutan Long-EZ modifié nommé Borealis équipé d'un moteur à ondes de détonation pulsées qui a fonctionné une dizaine de secondes.

## Fiction
Cette propulsion est utilisée dans le film Furtif sorti en 2005.
Et dans l'épisode 4 de la saison 9 de la série JAG.